# 李元鎮 (成化進士)
李元鎮（1437年—？），字元鎮，福建興化府莆田縣人，鹽籍。明朝政治人物。進士出身。

## 生平
福建鄉試第七十四名。成化五年（1469年）乙丑科會試第二百三十五名，殿試登進士第二甲第四十九名。

## 家族
曾祖父李龍，曾任知縣。祖父李暘童。父亲李悌。